# 37392 Yukiniall
37392 Yukiniall è un asteroide della fascia principale. Scoperto nel 2001, presenta un'orbita caratterizzata da un semiasse maggiore pari a 2,3221787 UA e da un'eccentricità di 0,1594857, inclinata di 9,49381° rispetto all'eclittica.
L'asteroide è dedicato a Yuki e Niall Boffin, figli di uno degli scopritori.